# گربه‌راسو
گربه‌راسو (نام علمی: Bassariscus) نام یک سرده از تیره خرسکیان است.